# See Ya
"See Ya" é uma canção do girl group britânico Atomic Kitten, lançado como o segundo single de seu álbum de estréia Right Now (2000). O single atingiu o pico de número 6 no UK Singles Chart, vendendo 86.773 cópias e se tornando o sétimo melhor single do grupo no país. O single também alcançou o número 13 na Bélgica e 50 na Irlanda.

## Videoclipe
O videoclipe para a música apresenta as Kittens olhando através de um telescópio em uma estrada e um forno. Em seguida, eles andam pela estrada e cantam enquanto olham através do telescópio e vão pescar em uma banheira, onde são vistas pescando dentro de uma bola transparente. Durante a ponte da canção, as bolas de guerra acidentais rolam com dois grandes furos no meio. No refrão final, as cantoras estão dançando na frente das grandes bolas.

## Vocais
- Liz McClarnon – Vocais principais, backing vocal
- Natasha Hamilton – Vocais principais, backing vocals
- Kerry Katona – Vocais principais, backing vocals

## Faixas
UK CD1
1. "See Ya"
2. "See Ya" (The Progress Boy Wunda Edit)
3. "See Ya" (Sleaze Sisters Anthem Mix)
4. "See Ya" (Video)

UK CD2
1. "See Ya"
2. "See Ya" (Versão Karaoke)
3. "Entrevista com as Atomic Kitten"

UK Cassette
1. "See Ya"
2. "See Ya" (Sizzling Danish Mix)
3. "See Ya" (Solomon Paradise Mix)

### Versões oficiais
- See Ya (Album Version) - 2:54
- See Ya (Kitty Karaoke Version) - 2:54
- See Ya (Sizzling Danish Mix) - 3:19
- See Ya (Solomon Paradise Mix) - 5:41
- See Ya (Sleazesisters Anthem Mix) - 6:26
- See Ya (Tuff Twins Mix) - 7:18
- See Ya (The Progress Boy Wunda Edit) - 3:16